# Hadriacus Mons
Hadriacus Mons to pradawny, spłaszczony wulkan na Marsie, położony na południowej półkuli tuż na północny wschód od basenu uderzeniowego Hellas, a na południowy zachód od podobnego wulkanu Tyrrhenus Mons. Jego średnica wynosi 450 km. Nazwa została zatwierdzona w 2007 roku. Wskutek erozji na zboczach Hadriacus Mons utworzyły się wąwozy; jej południowe stoki przecina kanał Dao Vallis. 
Hadriaca Patera, nazwa dawniej używana do całego masywu odnosi się teraz jedynie do centralnej kaldery o średnicy 66 km.